# Gioacchino Sansoni
Gioacchino Sansoni (Nepi, 16 ottobre 1897 – ...) è stato un calciatore italiano, di ruolo mediano.

## Carriera
Era noto come Sansoni II, per distinguerlo dai fratelli Angelo ("Sansoni I"), Alberto ("Sansoni III") e Giulio ("Sansoni IV"), anch'essi giocatori della Fortitudo di Roma. I quattro fratelli Sansoni costituirono il perno della Fortitudo dei primi anni venti, tanto da essere soprannominati "la linea del Piave". Nel triennio 1919-1922 la sua squadra vinse il campionato regionale per tre volte consecutive, ma nei primi due anni fu eliminata nella fase interregionale, seppur di misura, dalle squadre toscane (nel 1920 perse la finale centromeridionale per 3-2 contro il Livorno, nel 1921 fu eliminata nel girone di semifinale dal Pisa). Complice lo spostamento delle squadre toscane nei gironi settentrionali, la Fortitudo vinse il campionato della Lega Sud 1921-1922 ma nella finalissima per lo scudetto venne agevolmente sconfitta dalla Pro Vercelli.
Con la Fortitudo Roma disputa l'intera carriera, con 71 presenze complessive tra il 1913 e il 1923. Ha giocato 9 gare con 1 gol all'attivo nel campionato di Prima Divisione 1922-1923.